# Čubren
Čubren je naseljeno mjesto u općini Kiseljak, Federacija Bosne i Hercegovine, BiH.

## Stanovništvo

### 1991.
Nacionalni sastav stanovništva 1991. godine, bio je sljedeći:
ukupno: 239
- Hrvati - 184
- Muslimani - 39
- Srbi - 2
- Jugoslaveni - 9
- ostali, neopredijeljeni i nepoznato - 5

### 2013.
Nacionalni sastav stanovništva 2013. godine, bio je sljedeći:
ukupno: 111
- Hrvati - 63
- Bošnjaci - 35
- Srbi - 2
- ostali, neopredijeljeni i nepoznato - 11